# Chorioactis geaster
Chorioactis là chi nấm có một loài duy nhất là Chorioactis geaster. Chúng thường được gọi là nấm xì gà của quỷ hay nấm ngôi sao Texas tại Hoa Kỳ, còn Nhật Bản thì loài này có tên gọi là kirinomitake (キリノミタケ). Điều đáng chú ý ở loại nấm cực kỳ hiếm này là hình dạng bất thường và sự phân bố gián đoạn của chúng. Người ta chỉ tìm thấy loài này ở những nơi thuộc Texas hoặc Nhật Bản. Thể quả (hoặc "quả thể") nấm mọc trên các gốc cây, rễ chết của Ulmus crassifolia (ở Texas) hoặc cây sồi chết (ở Nhật Bản). Hình dạng của quả thể có phần giống điếu xì gà nâu sẫm hoặc đen, tách ra rồi tỏa tròn thành hình ngôi sao từ 4 đến 7 cánh. Bề mặt bên trong của quả thể phủ lớp mô mang bào tử được gọi là bào tầng (hymenium) và mang màu sắc từ trắng đến nâu tùy thuộc vào độ tuổi của nó. Khi quả thể mở bung, nấm xì gà của quỷ sẽ phát ra một tiếng rít đặc trưng, đồng thời giải phóng một đám khói bào tử.
Quả thể nấm lần đầu được thu thập ở Austin, Texas và loài được đặt tên là Urnula geaster vào năm 1893. Nhiều thập kỷ sau, nấm này được tìm thấy ở Kyushu vào năm 1937, nhưng mãi đến năm 1973 mới có báo cáo trở lại tại Nhật Bản. Vài năm kể từ lần phát hiện đầu tiên, chi Choriactis được đặt ra để có thể phù hợp cho loài nấm độc nhất này, song đề xuất này không được chấp thuận là hợp lệ cho tới năm 1968. Việc phân loại loài nấm này cũng là nguyên nhân gây ra nhầm lẫn. Trong lịch sử, chi Chorioactis được xếp vào họ nấm Sarcosomataceae mặc dù nang (ascus) của chúng không đồng nhất về mặt cấu trúc hiển vi. Phân tích phát sinh chủng loại phân tử trong thập kỷ qua đã định rõ phân loại của loài nấm: Chorioactis, cùng với ba chi khác tạo nên họ Chorioactidaceae, một nhóm các loài nấm có liên quan được chính thức công nhận vào năm 2008. Vào năm 2009, các nhà nghiên cứu Nhật Bản báo cáo đã phát hiện ra một dạng nấm không có giai đoạn sinh sản hữu tính trong vòng đời của nó, trạng thái vô tính này được đặt tên là Kumanasamuha geaster.

## Lịch sử
Loại nấm này được thu thập lần đầu vào năm 1893 bởi nhà thực vật học Lucien Marcus Underwood. Ông gửi các tiêu bản cho nhà nấm học Charles Horton Peck để nhận dạng. Peck mô tả loài này là Urnula geaster trong Báo cáo thường niên của Nhà thực vật học bang New York vào năm đó. Tuy nhiên, ông bày tỏ sự nghi ngờ về việc xếp nó vào chi Urnula. Năm 1902, nghiên cứu sinh Elsie Kupfer đặt nghi vấn về đề xuất phân loại nhiều loài khác nhau vào hai chi Urnula và Geopyxis như đã gợi ý trong ấn phẩm năm 1896 của nhà nấm học người Đức Heinrich Rehm về nhóm Discomycetes. Bà coi việc Rehm chuyển loài sang chi Geopyxis là bất hợp lý: 
"Xét từ vẻ bề ngoài thì loài nấm đã không giống chính xác như những gì mà Rehm mô tả về chi Geopyxis khi ông xếp nó vào nhóm. Kết cấu quả thể [của chi] được mô tả là nhiều cùi, thân nấm thì ngắn và đôi khi mảnh. Còn với loài này thì bao nấm dai cứng, chiều dài và độ dày của thân [mới] là những đặc điểm nổi bật."
Khi làm việc dưới sự hướng dẫn của Underwood, Kupfer đã so sánh cấu trúc bào tầng (mô chứa bào tử, hữu thụ) hiển vi của loài nấm Texas này với một số loài tương tự — Geopyxis carbonaria, Urnula craterium và Urnula terrestris (ngày nay được gọi là Podophacidium xanthomelum). Bà kết luận rằng loài Texas quá khác biệt nên nó phải xếp vào chi riêng mà bà đặt tên là Chorioactis. Dù vậy, sự thay đổi phân loại này bị phản đối trong các nghiên cứu về nấm giai đoạn sau của Frederick De Forest Heald, Frederick Adolf Wolf (1910) và Fred Jay Seaver (1928, 1942). Phải mãi đến năm 1968 thì Finn-Egil Eckblad mới công nhận Chorioactis là một chi hợp lệ trong chuyên khảo toàn diện của ông về nhóm Discomycetes.

## Phân loại và đặt tên
Trong lịch sử, Chorioactis được cho là thuộc về họ Sarcosomataceae. Trong chuyên khảo năm 1983 về họ này, Chorioactis được xếp vào tông Sarcosomateae (cùng với các chi Desmazierella, Sarcosoma, Korfiella, Plectania và Urnula), một nhóm nấm với đặc điểm nổi bật là có bào tử không có hột cơm (verruculae) có thể bắt màu thuốc nhuộm xanh lam. Nghiên cứu năm 1994 lại kết luận rằng Chorioactis gần gũi với họ Sarcoscyphaceae hơn khi có sự tương đồng về đặc điểm cấu trúc của nang (ascus) và bào tử nang (ascospore). Dù vậy, nghiên cứu cũng thừa nhận rằng sự phân lớp của tế bào tạo thành vách nang có sự khác biệt đáng kể so với các thành viên khác trong cùng họ. Mãi cho đến năm 1999, kết quả phân tích phát sinh chủng loại phân tử mới thật sự phủ định tính chính xác của cách phân loại truyền thống. Kết quả chỉ ra rằng C. geaster là một phần của dòng hoặc nhánh riêng biệt, bao gồm các loài thuộc chi Desmazierella, Neournula và Wolfina. Các đơn vị phân loại vừa kể phân bố ở cả hai họ. Phân tích này về sau càng được củng cố khi nó có thể chứng minh rằng nhóm của bốn chi này (sau này được gọi là "nhánh Chorioactis") đại diện cho một nhánh chị em của họ Sarcosomataceae và họ mới Chorioactidaceae được tạo ra để phân loại chúng. Mặc dù C. geaster có chung một số đặc điểm với các chi thuộc họ Chorioactidaceae, chẳng hạn như đám "tơ" có màu sẫm ở mặt ngoài quả thể. Thế nhưng, nó lại phân biệt với các chi khác nhờ màu sắc từ nâu vàng đến cam của bào tầng (chứ không phải đen).

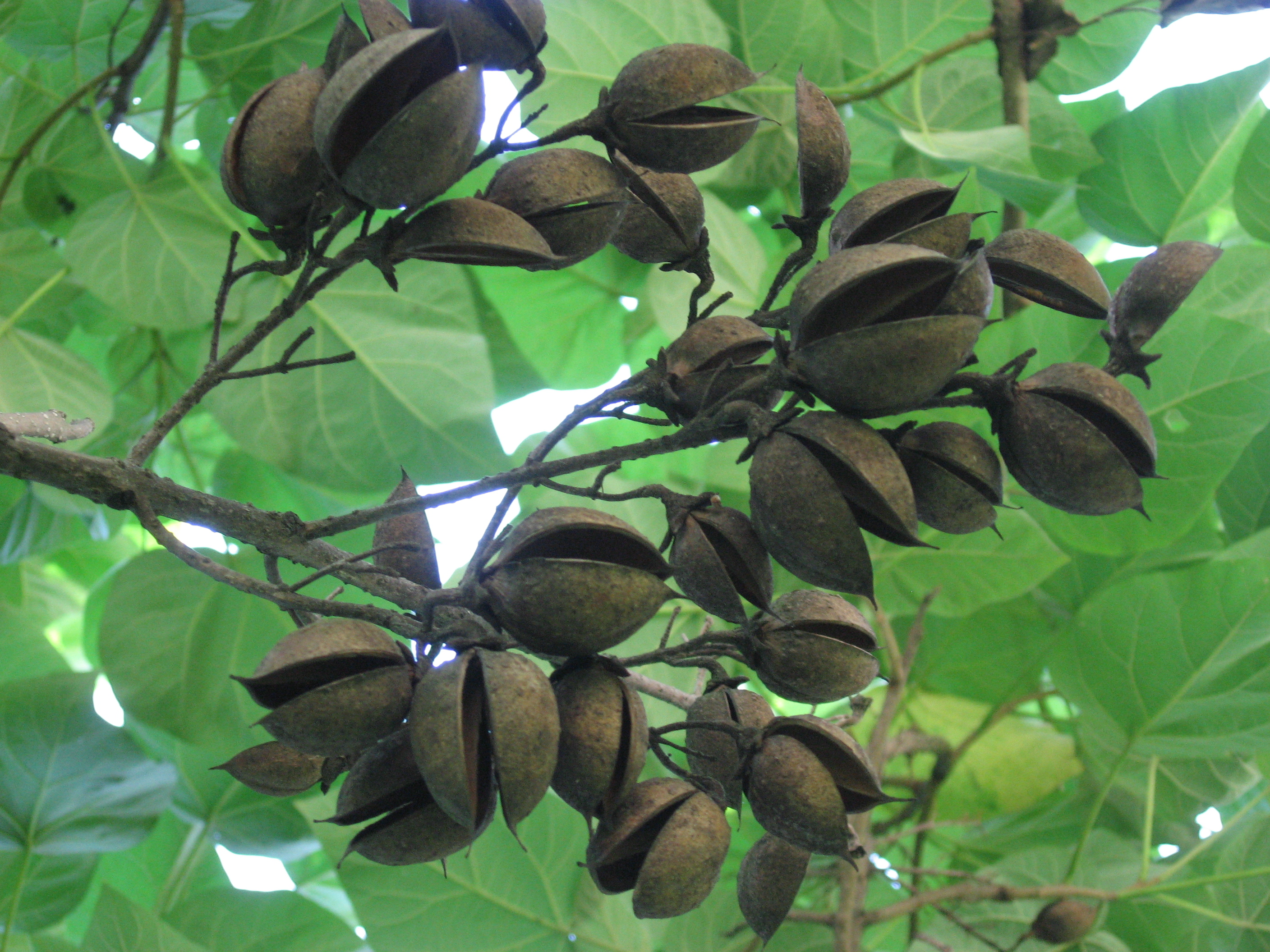
Vỏ hạt của cây kiri, hay còn được biết đến là hông hoàng gia

Tên cụ thể geaster ám chỉ đến các thành viên thuộc chi Geastrum, chúng đều có quả thể hình sao gọi là "earthstar" (sao đất). Ở Hoa Kỳ, Chorioactis geaster thường được biết đến với cái tên ngôi sao Texas hay xì gà của quỷ. Về nguồn gốc của tên gọi "xì gà của quỷ", nhà nghiên cứu nấm học người Mỹ Fred Jay Seaver bình luận: "Liệu cái tên Xì gà của quỷ có phải là do hình dạng của mẫu vật non [nhìn] giống như điếu xì gà phồng lên, cũng như màu sắc không? Hay dựa vào thực tế rằng khi nấm đến độ phát dục thì sẽ sinh ra "khói". Chúng tôi không dám chắc... Dù sao thì cái tên cũng rất phù hợp." Năm 1997, Thượng nghị sĩ bang Texas Chris Harris đệ trình một dự luật nhằm giúp cho C. geaster trở thành loại nấm chính thức của bang Texas. Dự luật đã được thông qua bởi Thượng viện nhưng không thành công tại Hạ viện. Ở Nhật Bản, nấm được gọi là kirinomitake (キ リ ノ ミ タ ケ) vì quả thể lúc chưa trưởng thành nhìn giống với vỏ hạt cây kiri hay thường gọi là hông hoàng gia (Paulownia tomentosa).

## Mô tả

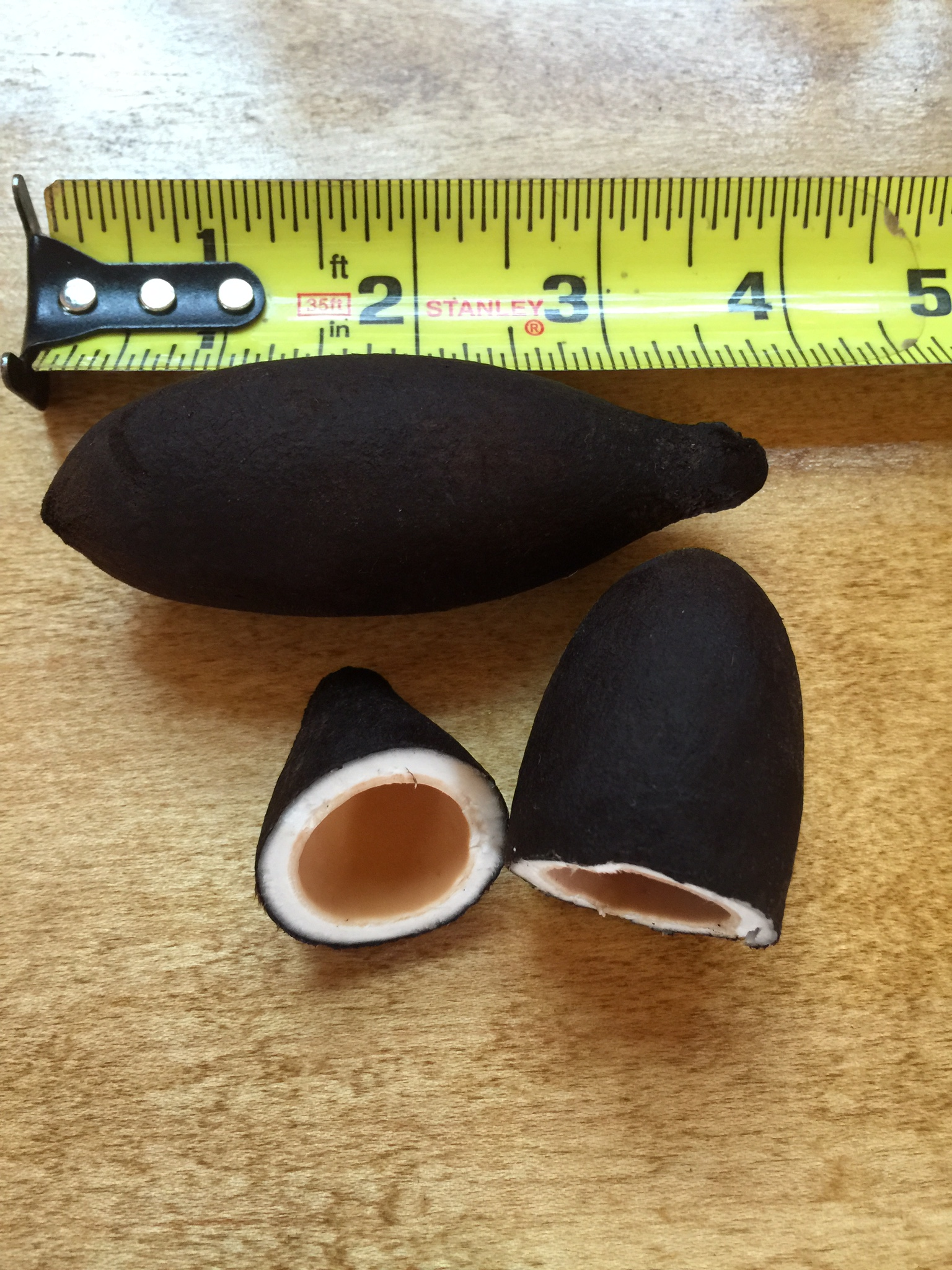
Quả thể chưa trưởng thành khép kín và tiêu bản được cắt mở để lộ bề mặt bào tầng (hymenium)

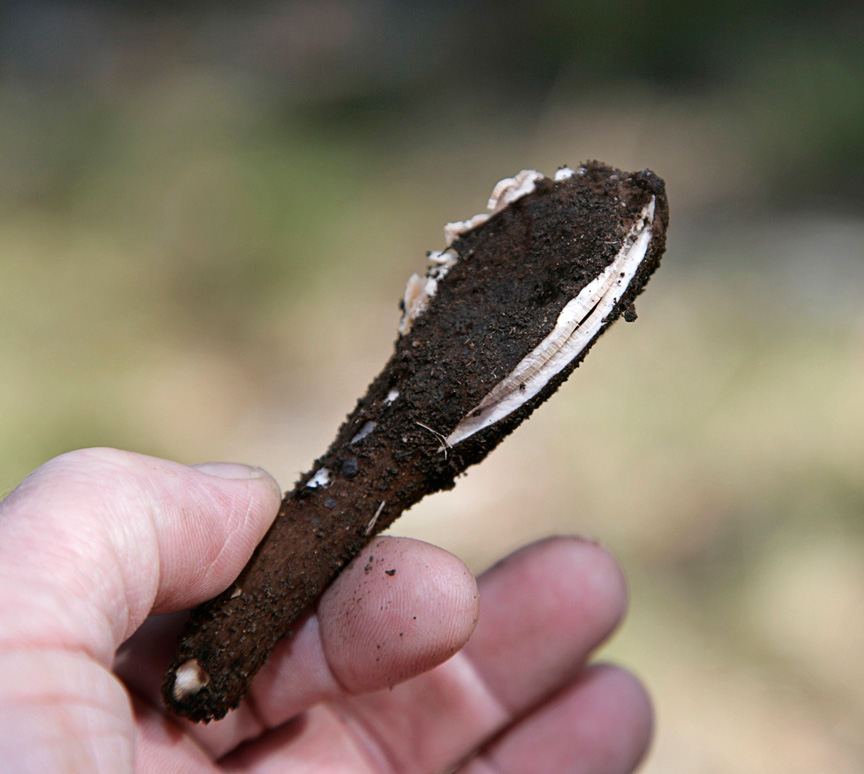
Mẫu vật non sau khi nứt ra nhưng trước khi phân tách thành nhiều cánh

Các mẫu vật non của C. Geaster có quả thể rỗng, hình gậy, màu nâu sẫm, nối liền với thân. Thân nấm thường chôn vùi xuống đất, ngắn hơn quả thể rỗng hoặc dài bằng nó. Chiều dài của thân có sự đa dạng tùy thuộc vào độ sâu của rễ ngầm mà nó bám vào. Cùi quả và thành quả có màu trắng, bề mặt bên trong có màu trắng vàng chuyển dần sang màu nâu nhạt theo độ tuổi. Quả thể rộng từ 1,2 đến 3,5 cm (0,5 đến 1,4 in) ở phần dày nhất và dài từ 4 đến 12 cm (1,6 đến 4,7 in). Phần thân rộng từ 0,75 đến 1,5 cm (0,3 đến 0,6 in), dài từ 1 đến 5 cm (0,4 đến 2,0 in). Cả thân và quả đều được bao phủ bởi một lớp "tơ" mềm dày đặc, màu nâu, mượt như nhung. Khi chín, quả thể tách ra thành 4-7 bao nấm cong xuống, tương tự như nấm thuộc chi Geastrum. Bào tử được sản sinh trên bề mặt trong của bao nấm, tùy thuộc vào độ phát dục của mẫu vật. Bề mặt có thể có màu từ trắng đến vàng nghệ, màu đỏ cá hồi đến màu kẹo bơ đường và màu hạt dẻ. Bao nấm dai cứng có độ dày lên tới 0,35 cm (0,1 in).
Quả thể vẫn đóng một thời gian ngắn trước khi phát tán bào tử. Nó sẽ nứt ra khi chịu áp lực mạnh bởi sức căng của mấu bên — các tế bào bất thụ nằm xen kẽ giữa các bào tử nang. Sự nứt này đi kèm với việc giải phóng các đám khói bào tử. Nguyên nhân bào tử tồn tại dưới dạng khói khi quả thể nứt ra là do sự thay đổi độ ẩm tương đối đột ngột giữa khoang bên trong quả và môi trường bên ngoài. Sự mở bung của quả sẽ đệm thêm tiếng rít đặc trưng. Hiện tượng âm thanh này còn xảy ra ở khoảng 15 loài nấm khác.

### Đặc điểm hiển vi

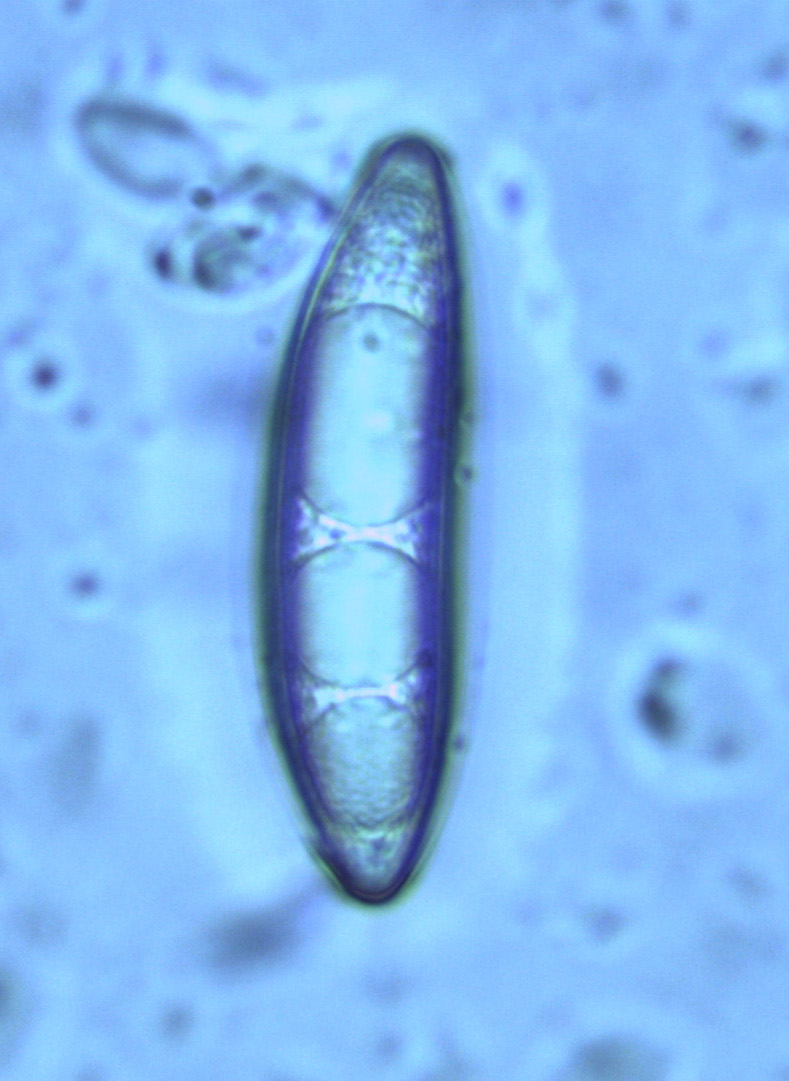
Bào tử có hình thuôn hoặc hình trục và chứa ba đến năm giọt dầu.

Bào tử có hình thuôn dài đến hình trục và dẹt ở một bên. Chúng có kích thước 54–68 µm x 10–13 µm. Mỗi bào tử chứa từ ba đến năm giọt dầu. Theo các tài liệu cũ thì bào tử được mô tả là trơn nhẵn nhưng khi quan sát bằng kính hiển vi điện tử truyền qua thì chúng có thể có những đốm nhỏ hoặc lỗ thủng. Các bào tử phát triển đồng loạt (đồng bộ) bên trong nang. Đó là đặc điểm chung ở chi thuộc Sarcoscyphaceae như Cookeina và Microstoma. Giống như thành viên khác của bộ Pezizales, nang của C. geaster có một nắp đậy - sẽ mở ra khi các bào tử phát tán ra ngoài. Tuy nhiên, phần nắp đậy của C. geaster phát triển thành một vùng vòng hai lớp khi mở bung. Điều này khiến cho nó có cấu trúc khác biệt với thành viên của cả họ Sarcosomataceae và họ Sarcoscyphaceae.
Tương tự như các loài Discomycetes khác, quả thể bao gồm ba lớp mô riêng biệt: bào tầng, lớp vỏ kitin (hypthecium) và lớp màng ngoài (excipulum). Bào tầng mang bào tử là lớp ngoài cùng của tế bào có chứa nang xen kẽ với các tế bào bất thụ gọi là mấu bên. Ở C. Geaster, các nang hình gậy dài từ 700–800 µm và độ dày từ 14–17,25 µm. Chúng bị co thắt đột ngột ở gốc tạo thành cuống hẹp. Các mấu bên ban đầu có dạng sợi hoặc giống như sợi chỉ (filiform) nhưng to dần thành hình chuỗi hạt (moniliform) theo độ tuổi. Nguyên nhân khiến chúng to lên là do bào tầng mở rộng và quả thể phân tách thành nhiều cánh. Sự phát triển này đặt các nang vào vị trí tối ưu để giải phóng và phát tán bào tử. Nâng đỡ cho các tế bào của bào tầng là một lớp sợi nấm (hyphae) mỏng đan xen chặt chẽ vào nhau được gọi là lớp vỏ kitin. Bên dưới lớp này là một lớp sợi nấm dày đan xen lỏng lẻo được gọi là lớp màng ngoài. Lớp mô này tương tự như nhu mô (mô mềm) được tìm thấy ở thực vật khi giúp tạo cho mô một kết cấu dạng sợi. Lớp màng ngoài có đường kính trung bình là 34 µm trong khi lớp vỏ kitin là 10–14 µm. Nếu quan sát bằng kính hiển vi điện tử thì ta có thể thấy những sợi "tơ" màu nâu sẫm trên bề mặt quả thể được tô điểm bằng những hột hoặc gai hình nón.

### Hình thức sinh sản vô tính (anamorph)
Nhiều loại nấm có giai đoạn vô tính trong vòng đời mà tại đó, chúng nhân giống bằng bào tử vô tính gọi là bào tử đính (conidia). Trong một số trường hợp, giai đoạn sinh sản hữu tính (teleomorph) về sau được đồng nhất và tạo nên mối quan hệ hữu tính-vô tính (telemorph-anamorph) giữa các cá thể loài. Năm 2004, các nhà nghiên cứu đã báo cáo mối liên hệ giữa C. geaster và sự xuất hiện của những cấu trúc dạng búi màu nâu đen trên thân gỗ mục. Bằng cách so sánh vùng đệm phiên mã trong trong trình tự DNA ribosome (có trong nhân tế bào) từ hai sinh vật, họ đã xác minh mối liên hệ phát sinh chủng loài giữa Chorioactis và loài nấm mà họ gọi là Conoplea. Tuy nhiên, họ không thành công trong việc kích ứng sinh vật mới phát triển trên môi trường nhân tạo cũng như không thực sự có mối liên hệ hữu tính-vô tính giữa chúng. Vào năm 2009, các nhà nghiên cứu Nhật Bản đã tìm thấy một loại nấm tương tự mọc trên các khúc gỗ mục mà bình thường có liên quan đến sự tăng trưởng của C. geaster. Họ có thể phát triển các đơn bào tử phân lập của C. geaster thành sinh vật trong môi trường nuôi cấy thuần. Cho đến khi đạo luật "một nấm, một tên" ban hành vào năm 2011 thì Luật Danh mục Thực vật Quốc tế từng cho phép công nhận hai (hoặc nhiều) tên cho cùng một sinh vật: một tên dựa trên trạng thái hữu tính, (các) tên còn lại giới hạn ở (các) trạng thái vô tính. Vì vậy, Nagao cùng những người khác đặt tên cho trạng thái vô tính là Kumanasamuha geaster do hình thái tương đồng với những loài thuộc chi Kumanasamuha.

## Phân bố, sinh thái và môi trường sống
Chorioactis geaster có sự phân bố rải rác và chỉ lấy được mẫu vật ở Texas, và Nhật Bản, và gần đây hơn tại Oklahoma. Lần thu thập đầu tiên được báo cáo ở Nhật Bản thuộc tỉnh Kyushu vào năm 1937 và mãi đến 36 năm sau mới thu thập lại tại địa điểm đó. Năm 2006, nó được tìm thấy trong một khu rừng ẩm ướt gần Kawakami, tỉnh Nara. Môi trường sống tự nhiên của nấm ở Nhật Bản đang dần biến mất vì nạn phá rừng và trồng lại cây liễu sam Nhật Bản (Cryptomeria japonica). Loại nấm quý hiếm này được đưa vào danh sách các loài bị đe dọa ở Nhật Bản. Ở Texas, nấm được báo cáo ở những quận Collin, Hays, Travis, Dallas, Denton, Guadalupe, Tarrant, Hunt và Bell. Các quận Travis, Hays và Guadalupe nằm ở trung tâm Texas, trong khi phần còn lại tập trung ở phần đông bắc của bang. Môi trường sống của nó có thể bị đe dọa ở Texas bởi quá trình công nghiệp hóa. Loại nấm này được báo cáo từ Quận Choctaw, Oklahoma vào năm 2017. Quận trở thành nơi đầu tiên được ghi nhận ở Bắc Mỹ ngoài Texas. Mặc dù loài này được xem là quý hiếm do sự phân bố hạn chế trên toàn cầu nhưng nó có thể rất phong phú tại địa phương.

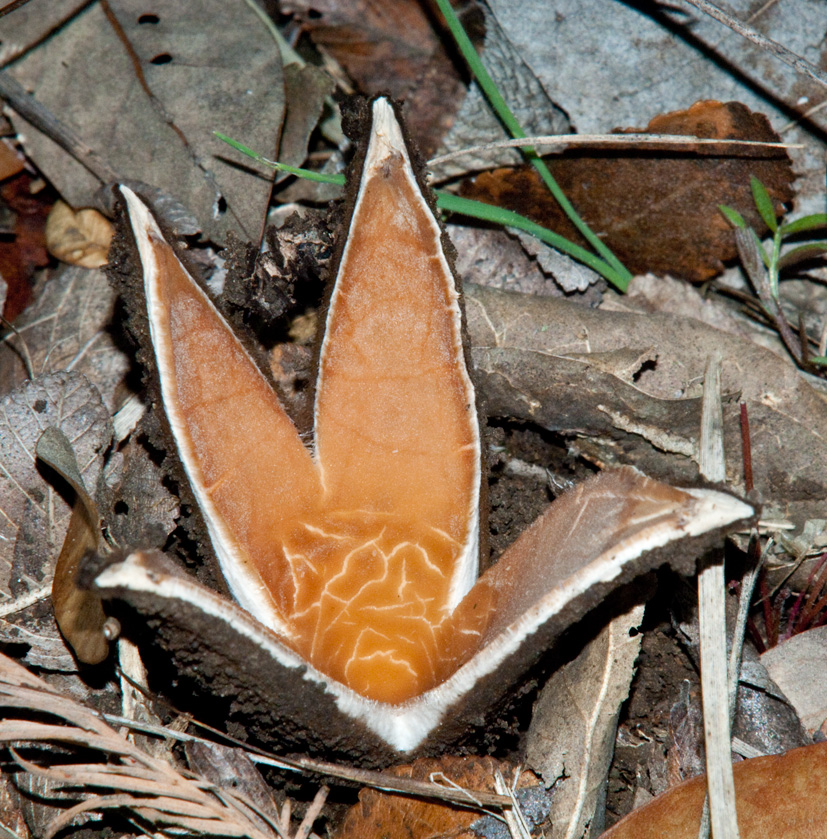
Tiêu bản Texas thể hiện rõ sự khác biệt về màu sắc và kết cấu của mặt ngoài, mặt trong và sâu bên trong.

Dù không chắc lắm nhưng Chorioactis được cho là có tính kỵ khí, lấy chất dinh dưỡng từ việc phân giải chất hữu cơ. Ở Texas, quả thể được tìm thấy mọc đơn lẻ hoặc thành từng nhóm từ rễ, gốc cây và rễ chết của Ulmus crassifolia hoặc Symplocos myrtacea. Ở Nhật Bản, vật chủ thường là cây sồi đã chết. Các quả thể có thể tụ lại với nhau ở sát gốc hoặc từ rễ ra xa gốc. Thân của quả thể ban đầu có xu hướng cách mặt đất từ điểm 5 đến 10 cm (2 đến 4 in). Ở Texas, quả thể thường xuất hiện trong khoảng thời gian từ tháng 10 đến tháng 4, vì giai đoạn này có thời tiết mát mẻ hơn và điều kiện nhiệt độ và độ ẩm trong thời gian này dường như thuận lợi hơn cho sự phát triển.
Các nhà khoa học không biết tại sao loài nấm này lại chỉ sống một cách bí ẩn ở Texas và Nhật Bản, những vị trí có cùng vĩ độ, nhưng cách nhau tới 11.000 km (6.800 dặm). Fred Jay Seaver bình luận "đây chỉ là một minh họa khác về sự phân bố bất thường và khó đoán của nhiều loài nấm. Thực sự sẽ rất khó để giải thích hiện tượng đó và chúng tôi chỉ đơn thuần chấp nhận sự thật như thể chúng là điều hiển nhiên." Vào năm 2004, một nghiên cứu đã so sánh trình tự DNA của cả hai quần thể và sử dụng sự kết hợp giữa lý thuyết phát sinh chủng loài phân tử và tính toán đồng hồ phân tử để ước tính mức độ khác biệt của gen. Nó kết luận rằng hai quần thể đã cách biệt ít nhất 19 triệu năm, loại trừ khả năng con người đưa loài từ địa điểm này sang địa điểm khác. Mặc dù không có sự khác biệt nhất quán về hình thái giữa hai quần thể nhưng có một số khác biệt tồn tại trong lịch sử về sự sống của chúng. Vật chủ ưa thích của các quần thể Texas thường là rễ và gốc của Ulmus crassifolia, trong khi các quần thể Nhật Bản có xu hướng phát triển trên các thân đã rụng của Symplocos myrtacea và Quercus gilva. Những loài Texas phát triển ở các khu vực chịu lũ lụt thường xuyên, không giống như loài ở Nhật Bản. Cuối cùng, chỉ những mẫu vật Nhật Bản mới có thể nuôi cấy vì bào tử của tiêu bản Texas đã không nảy mầm thành công trên môi trường nhân tạo.